# 김민정 (작가)
김민정은 대한민국의 시나리오 작가이다. 2012년 KBS 극본 공모전 우수상을 입상하며 데뷔하였다. 주로 KBS에서 활동하고 있으며, 《후아유 - 학교 2015》,  《구르미 그린 달빛》 등을 집필했다.

## 주요 작품

### 드라마
- 2013년 KBS2 드라마스페셜 《Happy! 로즈데이》 ... 집필
- 2013년 KBS2 드라마스페셜 《나에게로 와서 별이 되었다》 ... 집필
- 2015년 KBS2 월화 미니시리즈 《후아유 - 학교 2015》 ... 공동집필
- 2016년 KBS2 월화 미니시리즈 《구르미 그린 달빛》 ... 공동집필
- 2022년 넷플릭스 오리지널 드라마 《안나라수마나라》 ... 집필
- 2023년 ENA 월화드라마 《사랑한다고 말해줘》 ... 집필

### 도서
- 《구르미 그린 달빛 포토에세이》열림원, 2016년, 저자: 김민정, 임예진, 윤이수

## 수상 및 후보
| 연도   | 시상식                      | 부문   | 작품             | 결과 |
| ------ | --------------------------- | ------ | ---------------- | ---- |
| 2012년 | KBS 극본 공모전             | 우수상 | 빈칸             | 수상 |
| 2017년 | 제10회 코리아 드라마 어워즈 | 작가상 | 구르미 그린 달빛 | 후보 |